# Miroslav Tichý
Miroslav Tichý (* 20. November 1926 in Nětčice, Mähren; † 12. April 2011 in Kyjov) war ein tschechischer Fotograf und Maler.

## Leben
Tichý besuchte in den späten 1940er Jahren die Kunstakademie Prag und galt als talentierter Maler und Zeichner. Nach der Machtübernahme durch die Kommunisten veränderte sich sein Leben. Er hielt sich wiederholt in psychiatrischen Einrichtungen auf und verbrachte 1970/71 ein halbes Jahr im Gefängnis. Danach wurde er gesellschaftlich zum Außenseiter, er vernachlässigte seine äußere Erscheinung und wusch sich nicht mehr. Lokale Berühmtheit besaß sein Mantel, den er zunächst mit Nadel und Faden, später zunehmend mit Draht flickte. Nach dem Verlust seines Ateliers verlegte er sich auf die Zeichnung und die Fotografie. Er konstruierte dafür auch eigene Kameras, deren Linsen aus alten Brillengläsern oder geschliffenem Plexiglas, Objektiven aus Klorollen oder Konservendosen und Gehäusen aus Pappe bestanden, die mit Teer und Kaugummi zusammengehalten werden und einem Auslöser aus einem alten Gummiband.
Mit diesen Kameras machte er sich zeitweise täglich auf die Suche nach seinen Motiven. In erster Linie waren es Frauen, junge Mädchen beim Sonnenbaden oder im Park, ältere Frauen auf dem Markt und auf der Straße. Seine Vorliebe für Frauen und ihre Körper wird von einigen als Voyeurismus, von anderen als Hommage an die weibliche Figur bezeichnet. Er selbst sagte, er stelle nur dar, was wirklich sei. Bemerkenswert ist auch die reine Menge an Fotografien, die Tichý gemacht hat. So hatte er angeblich über Jahre hinweg die Maxime, täglich eine bestimmte Anzahl an Bildern zu schießen, lange Zeit waren das 3 Filme à 36 Bilder pro Tag.
Die verschwommenen und verwaschenen Fotografien entwickelte er selbst, auf ihnen finden sich so gut wie immer Bromflecken, Fingerabdrücke oder auch das ein oder andere Mal eine Fliege. Nach Tichýs Meinung ist die Imperfektion Teil seiner Kunst. Die Bilder selbst klebte er häufig auf gefundenes Papier oder Karton und verzierte diesen mit unterschiedlichen Stiften. Einzelne Partien der Fotografien, die er betonen wollte, zeichnete er nach und verstärkte so die gewünschte Bildwirkung. So entstanden eine Vielzahl von Unikaten, die Sammlern bereits  12.000 Euro wert waren und in private und öffentliche Sammlungen gelangten. International bekannt wurde Tichý durch den Kurator Harald Szeemann, der seine Werke 2004 auf der Bienal Internacional de Arte Contemporáneo de Sevilla ausstellte. Tichýs Bilder wurden in den Folgejahren in zahlreichen Solo-Ausstellungen präsentiert, unter anderem in Zürich, Berlin, New York, London, Vancouver, Tokyo,  Peking, Paris, Madrid, Wien, Prag, Mannheim.
Tichý selbst lebte bis zu seinem Tod 2011 zurückgezogen in Kyjov und äußerte sich hinsichtlich seines späten Ruhms wiederholt ablehnend. Die Erforschung und Bewertung von Tichýs Leben und Werk sind angesichts der schwierigen Nachlaßlage und seiner Existenz als lokalem Sonderling bis heute nicht abgeschlossen.

## Ausstellungen
- 2013: Ausstellung: Miroslav Tichý: Die Stadt der Frauen, ZEPHYR, Reiss-Engelhorn-Museen Mannheim[3]
- 2010/2011: Ausstellung: Miroslav Tichý in Prag, 2010/2011
- 2011: Ausstellung: Miroslav Tichý in Zürich von Palladio am 5. August 2011 in Ausstellungen & Kunst[4]